# You, Me and the Radio
You, Me and the Radio är ett outgivet debutalbum av den amerikanska R&B-sångerskan Megan Rochell. Skivan komponerades till största del av Rodney "Darkchild" Jerkins och hans team.
Megan Rochell skrev på för Def Jam Records år 2005. Därefter började hon arbeta på ett debutalbum. You, Me and the Radio stod klar följande år och skivans ledande singel, "The One You Need", gavs ut under det första kvartalet av 2006 medan skivan låg planerad för release i mitten av året. Skivans singel hade dock aldrig några stora framgångar på singellistorna och av den anledningen flyttades utgivningen av Rochells album fram. En ny singel valdes istället, balladen "Floating". Låten tog sig till en 55:e plats på USA:s R&B-lista. Def Jam beslöt sig då istället för att ge ut albumets fjärde spår, "Let Go", som en ny ledande singel för skivan. Kort efter att den låten misslyckades att ta sig in på några listor gick Rochell och Def Jam skilda vägar. You, Me and the Radio förblev därför outgiven men läckte senare på internet. År 2007 såldes skivan på internet i begränsat antal.
"Jag kände som att jag hade mycket att lära mig av att vara en affärskvinna. Och i slutändan fungerade det inte. Passionen och glöden var borta", förklarade Megan i en intervju år 2008.

## Innehållsförteckning
| Nr           | Titel                 | Producenter                                                 | Längd |
| ------------ | --------------------- | ----------------------------------------------------------- | ----- |
| 1.           | The One You Need      | Rodney "Darkchild" Jerkins                                  | 4:25  |
| 2.           | I Still               | ?                                                           | 3:49  |
| 3.           | Betcha Didn't Know    | Makeba Riddick, Mikkel Storleer Eriksen, Tor Erik Hermansen | 3:57  |
| 4.           | Let Go                | Sean Garrett, M. Rochell                                    | 4:11  |
| 5.           | Floating              | Needlz, M. Rochell, S. Smith                                | 3:56  |
| 6.           | Heartbreak            | Darkchild                                                   | 4:13  |
| 7.           | You, Me and the Radio | ?                                                           | 3:47  |
| 8.           | Who Are They?         | ?                                                           | 4:06  |
| 9.           | It's On You           | ?                                                           | 4:53  |
| 10.          | My Mistake            | Darkchild                                                   | 4:12  |
| 11.          | Caught Up             | Terry ”Madd Scientist” Thomas                               | 4:00  |
| 12.          | Anything I Would Do   | Darkchild                                                   | 2:24  |
| Total längd: | Total längd:          | Total längd:                                                | 47:07 |